# Double Take (film 2001)
Double Take è un film del 2001 scritto e diretto da George Gallo.

## Trama
Daryl Chase è un ricco uomo d'affari di Wall Street che viene a sua insaputa coinvolto in un giro di riciclaggio di denaro proveniente dal traffico di droga messicano. Dapprima è protetto dall'agente della CIA McReady (in realtà corrotto) ma poi, costretto a lasciare New York dopo l'accusa dell'omicidio della sua segretaria, viene seguito dal funambolico Freddy Tiffany (in realtà un agente FBI ricercato in Messico per l'assassinio del governatore Quintana). I due cercano di passare il confine Texas-Messico scambiandosi i vestiti, così che Daryl viene scambiato per Tiffany finendo in carcere mentre Freddy continua il tira e molla cercando di rimanere al fianco dell'amico. All'arrivo di McReady alla prigione per liberarlo, Chase capisce che l'agente CIA è corrotto e si schiera al fianco di Tiffany per fermare il traffico illecito. Arrivati nella villa del trafficante (Monty Gutierrez) i due scoprono che anche il capo di Daryl è coinvolto, la classica sparatoria finale si risolve a favore dell'FBI.